# Hyundai HD120
Hyundai MegaTruck — корейский среднетоннажный низкорамный грузовой автомобиль класса N2 категории MCV грузоподъёмностью 5 тонн, изготавливаемый с конца 1997 года компанией Hyundai. На экспортных рынках MegaTruck продаётся под индексом Hyundai HD120 с увеличенной до 8,2 тонн грузоподъёмностью. В США и Канаде автомобиль продаётся под брендом Bering MD. На основе Hyundai HD120 разработали трёхосную модель Hyundai HD210 6*2 грузоподъёмностью 16,3 тонны с подъёмной задней осью между легким Mighty и более тяжелым Trago.
В 2004 году модель обновили, автомобиль получил более обтекаемую кабину и новое оснащение. В 2006 году дизельные двигатели получили систему Common Rail. В 2009 году представили модель Hyundai MegaTruck Widecab с широкой кабиной от тяжёлой серии Hyundai Trago.
Автомобили комплектуются дизельными двигателями Hyundai D6DA, D6GA, D6DGA или D6BR объёмом 5,9—7,5 л мощностью от 109 до 280 л. с. и МКПП Hyundai или АКПП Allison или ZF.

## Hyundai HD 120 4WD
Кроме обычной существует и полноприводная версия 4*4 (225 л. с.) с двухскатной задней осью грузоподъёмностью 8,2 тонны, которую планируют составлять крупноузловым методом на мощностях корпорации «Богдан» в Черкассах и использовать в украинской армии.